# 토마스 토렌스

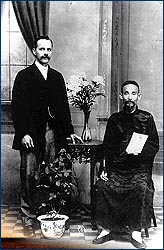
1920년대 쓰촨에서 스코틀랜드 선교사 토마스 토랜스 목사.

토마스 토렌스 (Thomas Torrance , 1871 ~ 1959)는 중국의 스코틀랜드 개신교 선교사였다. 그는 처음으로 중국 내지 선교부 (CIM)에서 그리고 나중에 미국 성서 공회에 파견되었다. 그는 1911년 중국 내지 선교부의 Annie Elizabeth Sharp (1883 ~ 1980)와 결혼했다. 그는 유명한 토렌스 가문의 창시자이며 그의 후손들은 20 세기의 유명한 신학자들 토마스 F 토렌스와 제임스 B. 토렌스의 아버지였다.